# Dolichoris inornata
Dolichoris inornata är en stekelart som beskrevs av Wiebes 1979. Dolichoris inornata ingår i släktet Dolichoris och familjen fikonsteklar. Inga underarter finns listade i Catalogue of Life.